# .km
.km — в Інтернеті, національний домен верхнього рівня (ccTLD) для Коморських островів.